# Ahmad Balkis
Ahmad Balkis (tiếng Ả Rập: أحمد بلقيس; sinh ngày 14 tháng 1 năm 1961) là một vận động viên người Syria. Anh đã tham gia thi đấu môn nhảy cao nam tại Thế vận hội Mùa hè năm 1980.